# Dietrich-Bonhoeffer-Kirche (Geinsheim am Rhein)

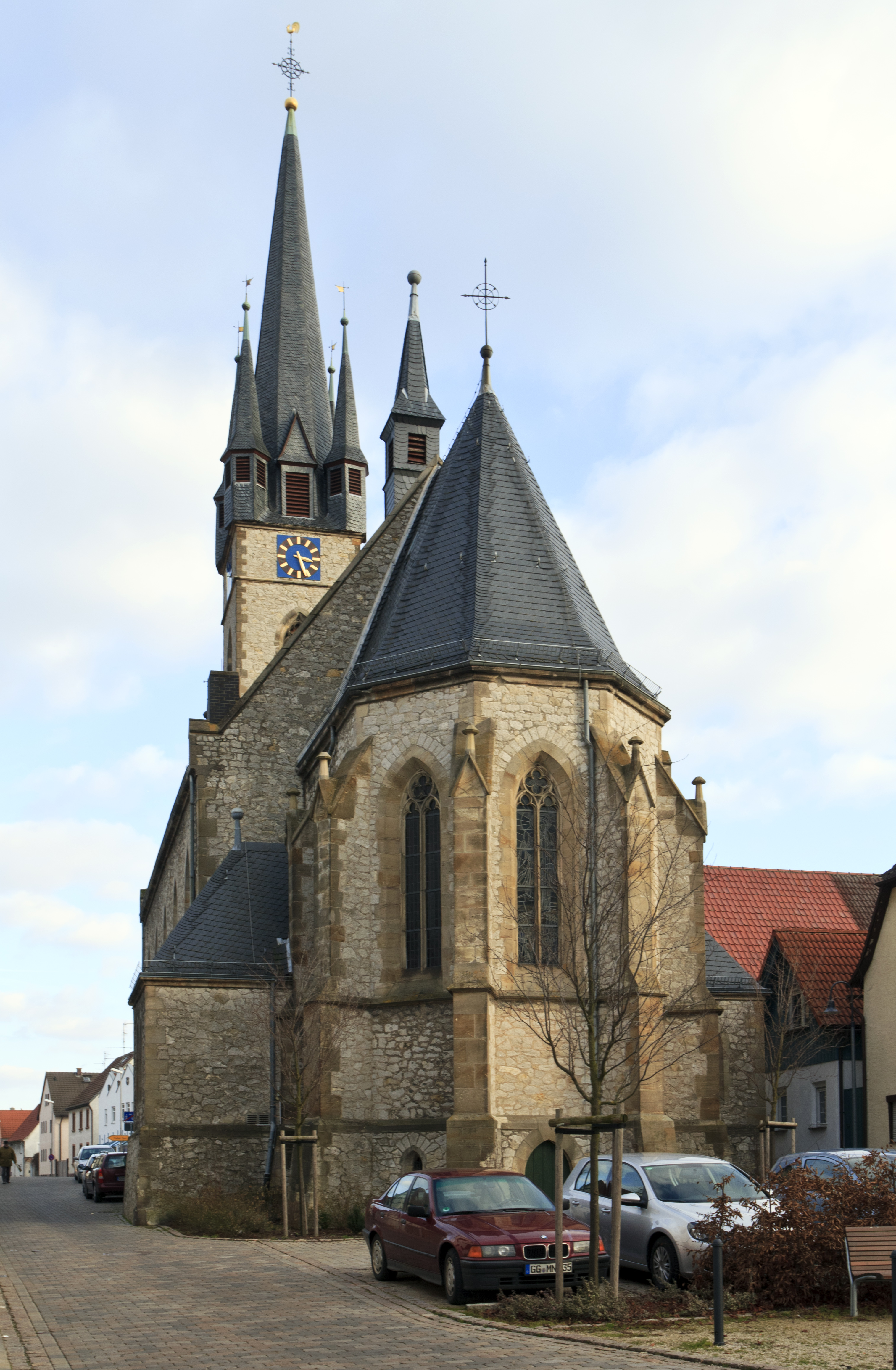
Dietrich-Bonhoeffer-Kirche (Geinsheim am Rhein)

Die Evangelische Dietrich-Bonhoeffer-Kirche ist ein denkmalgeschütztes Kirchengebäude, das in Geinsheim am Rhein steht, einem Ortsteil der Gemeinde Trebur im Landkreis Groß-Gerau in Hessen. Die Kirchengemeinde gehört zum Dekanat Groß-Gerau-Rüsselsheim in der Propstei Starkenburg der Evangelischen Kirche in Hessen und Nassau. Seit 1989 trägt sie den Namen Dietrich Bonhoeffers.

## Beschreibung
Die Grundsteinlegung der nach einem Entwurf von Heinrich von Schmidt aus Bruchsteinen gebauten neugotischen Saalkirche war am 30. Mai 1882. Der Bau wurde am 11. Oktober 1883 eingeweiht.
Der Kirchturm, der seitlich von Treppentürmen flankiert wird, steht im Osten, der eingezogene, dreiseitig geschlossene Chor im Westen des Kirchenschiffs. Der Innenraum des Chors ist mit einem Zellengewölbe überspannt. Der Gewölbeschub wird durch die Strebepfeiler aufgefangen, zwischen denen sich Maßwerkfenster befinden, deren Glasmalereien August Peukert 1953 gestaltet hat.
Das oberste Geschoss des Kirchturms beherbergt die Turmuhr. Darauf sitzt ein achtseitiger, schiefergedeckter, spitzer, von Wichhäuschen flankierter Helm, der hinter den als Klangarkaden dienenden Dachgauben den Glockenstuhl beherbergt, in dem vier Kirchenglocken hängen, die 1958 gegossen wurden.
Der zum Innenraum offene Dachstuhl des Kirchenschiffs wurde im Zweiten Weltkrieg beschädigt und zunächst durch eine Kassettendecke ersetzt, 1984–1988 wurde er rekonstruiert. Aus seinem Satteldach erhebt sich im Westen ein quadratischer Dachreiter.
Aus dem Vorgängerbau wurde ein Teil der Kirchenausstattung übernommen. Die 1886 von Wilhelm Sauer errichtete Orgel mit 14 Registern, zwei Manualen und Pedal wurde 1945 zerstört.